# Parco nazionale del Niokolo-Koba
Il parco nazionale del Niokolo-Koba (in francese Parc national du Niokolo-Koba, PNNK) è situato nel Senegal sud-orientale, al confine con la Guinea, ad un'altitudine compresa tra i 15 e i 300 metri sul livello del mare ed ha una superficie di 9130 kmq. Ricopre una superficie di 9130 chilometri quadrati e viene riconosciuto come patrimonio dell'umanità dall'UNESCO dal 1981. A causa della progettazione nell'area di una diga in materiali sciolti e del bracconaggio, è stato incluso nel 2007 nella lista dei patrimoni dell'umanità in pericolo; nel 2024 è stato rimosso da tale lista a seguito delle azioni di conservazione intraprese dallo stato senegalese. È situato in prossimità della confluenza tra il fiume Gambia e il suo affluente Niokolo Koba, in una zona di grande importanza paesaggistica.

## Flora
La vegetazione è prevalentemente costituita dalla savana guineana e sudanese, ma verso est il paesaggio si fa sempre più arido. Lungo le rive dei fiumi sono presenti foreste a galleria. Il punto più elevato del parco è il monte Assirik. Durante l'unica stagione delle piogge, da giugno a ottobre, cadono tra i 1000 e i 1100 mm di pioggia. Oltre alle savana di erba alta e alle paludi, sono presenti anche foreste più asciutte e boschetti di bambù nelle foreste a galleria. Nel parco sono state censite più di 1500 specie vegetali.

## Fauna
Il Niokolo Koba era noto per la sua abbondante vita animale e offre ancora l'ultimo, seppur non sicuro, rifugio ad alcune specie tipiche dell'Africa occidentale. Il numero dei grandi mammiferi è diminuito tra il 1990 e il 2007 da circa 45.000 a meno di 1000, con una perdita del 98%. Il parco ospita 84 specie di mammiferi, 330 specie di uccelli, circa 60 specie di rettili e anfibi e 60 specie di pesci.
Particolarmente significativa è la presenza dell'ultima popolazione selvatica di eland gigante occidentale (Tragelaphus derbianus), il cui numero attuale di esemplari è inferiore alle 200 unità. Altre specie in pericolo critico qui presenti sono il leone dell'Africa occidentale e il licaone, mentre incerta è la presenza del leopardo. Nella foresta a galleria sopravvivono tuttora circa 150 scimpanzé dell'Africa occidentale (Pan troglodytes verus). Altre specie di scimmie qui presenti sono il babbuino della Guinea, il cercopiteco gialloverde, l'eritrocebo e il colobo rosso di Temminck. Particolarmente drammatico è il declino subito da tutte le popolazioni di ungulati; le antilopi roane sono passate dagli oltre 6000 capi del 1990 ai circa 700 attuali, gli alcelafi dai 5000 ai 150, i kob dai 24.000 ai circa 100, i cobi dagli oltre 3000 ai 10 (!) e i bufali africani dagli 8000 a meno di 500. Scomparsi del tutto dal parco sono la giraffa settentrionale (Giraffa camelopardalis peralta), di cui il parco ospitava la popolazione più occidentale, e l'elefante. Nel 2006 a Niokolo-Koba rimanevano solamente dieci elefanti in tutto, dopo che la popolazione originaria era diventata vittima del bracconaggio. La situazione non è nota per quanto riguarda i sitatunga, gli ippopotami, i facoceri e i potamoceri, le antilopi più piccole e tutte e tre le specie di coccodrilli presenti nel parco.
Non è chiaro fino a che punto le misure di protezione nazionali e internazionali avranno successo. Date le circostanze, è impresa difficilissima porre un freno ai problemi derivanti dal bracconaggio con armi pesanti, alla caccia al bushmeat e alla cattura di specie avicole.